# Il piccolo Mozart
Il piccolo Mozart (Wunderkind Little Amadeus), nota anche con il titolo Little Amadeus, è una serie animata tedesca prodotta da LAR Little Amadeus Realisierungsgesellschaft mbH & Co. KG, KiKA e ARD.
Il cartone animato, che mischia situazioni di suspense ed umorismo, è stato trasmesso in Germania su KiKA dal 16 gennaio al 29 dicembre 2006 mentre in Italia è approdata al mattino su Rai 3 dal 10 dicembre 2006 al 10 giugno 2007 all'interno del programma contenitore È domenica papà per poi avere diverse repliche pomeridiane all'interno di Trebisonda negli anni seguenti.
Nella primavera 2006 è stata premiata come "Opera Pregiata" dall'ufficio stampa dei film di Wiesbaden.

## Trama
Le vicende della serie mostrano il noto Wolfgang Amadeus Mozart nella sua infanzia, dove si rivela essere un bambino impertinente e scanzonato ma comunque simpatico e di buon cuore, il quale si ritroverà a vivere molte avventure, il più delle volte rocambolesche, assieme al fidato cane Pumperl e alla sorella Nannerl. Altri personaggi che avranno a che fare con il giovane protagonista sono: Kajetan (migliore amico di Mozart), i suoi fratelli, sostenitori e fan, la contessa Kussmaul e l'arcivescovo principe Schrattenbach mentre gli antagonisti degli episodi saranno l'ambizioso e scaltro maresciallo di corte Devilius, il suo nipote Mario ed il ratto parlante Monti.
Quest'ultimi tre, personaggi inventati appositamente per il cartone, faranno di tutto per screditare o rubare i successi del piccolo genio musicale, il quale riuscirà comunque a risolvere i suoi problemi anche senza l'aiuto della musica ma grazie ad una geniale trovata.

## Doppiaggio
Il doppiaggio italiano è stato effettuato presso lo studio Multimedia Network sotto la direzione di Roberto Ciurluini, con l'assistenza di Simona Gamberini e i dialoghi di Licinia Lentini (che nella serie presta la voce ad Annamaria).
| Personaggio            | Doppiatore originale                           | Doppiatore italiano |
| ---------------------- | ---------------------------------------------- | ------------------- |
| Amadeus                | Joey Cordevin Christine Pappert (ep. 2, 4, 12) | Alessio De Filippis |
| Annamaria              | Marion von Stengel                             | Licinia Lentini     |
| Leopold                | Eberhard Haar                                  | Pieraldo Ferrante   |
| Nannerl                | Saskia Bellahn                                 |                     |
| Kajetan Hagenauer      | Mark Robinson                                  |                     |
| Devilius               | Kai Henrik Möller                              | Renato Cortesi      |
| Monti                  | Ilona Schulz                                   |                     |
| Pumperl                | Robert Missler                                 |                     |
| Principe Schrattenbach | Reinhard Kuhnert                               | Giovanni Petrucci   |

## Episodi

### Prima stagione
| N° | Titolo originale            | Titolo italiano            | Prima TV Germania | Prima TV Italia  |
| -- | --------------------------- | -------------------------- | ----------------- | ---------------- |
| 1  | Solo für Amadeus            | Assolo per Amadeus         | 16 gennaio 2006   | 10 dicembre 2006 |
| 2  | Die gestohlene uhr          | L'orologio rubato          | 17 gennaio 2006   | 17 dicembre 2006 |
| 3  | Pumperl in not              | Accalappiacani             | 18 gennaio 2006   | 24 dicembre 2006 |
| 4  | Wo ist Amadeus?             | Rapimento                  | 19 gennaio 2006   | 7 gennaio 2007   |
| 5  | Der vogelhändler            | Aquila reale               | 20 gennaio 2006   | 14 gennaio 2007  |
| 6  | Vertauschte geigen          | Scambio di violini         | 21 gennaio 2006   | 21 gennaio 2007  |
| 7  | Gerüchte                    | Chiacchiere                | 22 gennaio 2006   | 28 gennaio 2007  |
| 8  | Die wette                   | Scommessa                  | 23 gennaio 2006   | 4 febbraio 2007  |
| 9  | Gift im trunk               | Gara di violino            | 24 gennaio 2006   | 11 febbraio 2007 |
| 10 | Menuett der fische          | Nave sbagliata             | 25 gennaio 2006   | 18 febbraio 2007 |
| 11 | Der tanzende hafen          | Festa al porto             | 26 gennaio 2006   | 25 febbraio 2007 |
| 12 | Straßenmusikanten           | Musicisti da strada        | 27 gennaio 2006   | 4 marzo 2007     |
| 13 | Kaiserinnen küsst man nicht | Concerto per l'imperatrice | 27 gennaio 2006   | 11 marzo 2007    |

### Seconda stagione
| N° | Titolo originale                     | Titolo italiano     | Prima TV Germania | Prima TV Italia |
| -- | ------------------------------------ | ------------------- | ----------------- | --------------- |
| 14 | Die gebrochene taste                 | Tasto rotto         | 21 novembre 2006  | 18 marzo 2007   |
| 15 | Der bär ist los                      | Orso in città       | 22 novembre 2006  | 25 marzo 2007   |
| 16 | Rutschpartie                         | Invito a corte      | 23 novembre 2006  | 1º aprile 2007  |
| 17 | Keine angst vor pocken               | Portafortuna        | 24 novembre 2006  | 8 aprile 2007   |
| 18 | Das geheimnis von Ybbs               | Il segreto di Ybbs  | 25 novembre 2006  | 15 aprile 2007  |
| 19 | Grüne wundertropfen                  | Gocce miracolose    | 26 novembre 2006  | 22 aprile 2007  |
| 20 | Sternschnuppen                       | Stelle cadenti      | 27 novembre 2006  | 29 aprile 2007  |
| 21 | Der Chor der schweigenden schwestern | Il silenzio è d'oro | 28 novembre 2006  | 6 maggio 2007   |
| 22 | Frühstückskonzert                    | Concerto mattutino  | 29 novembre 2006  | 13 maggio 2007  |
| 23 | Zirkus in Salzburg                   | Magia a Salisburgo  | 30 novembre 2006  | 20 maggio 2007  |
| 24 | Die gestopfte trompete               | Concerto per tromba | 27 dicembre 2006  | 27 maggio 2007  |
| 25 | Das glockenspiel                     | Carillon            | 28 dicembre 2006  | 3 giugno 2007   |
| 26 | Auf in die welt                      | Viaggio in Europa   | 29 dicembre 2006  | 10 giugno 2007  |

## Colonna sonora
La colonna sonora riprende alcuni dei brani suonati originariamente da Wolfgang Amadeus Mozart assieme ad altri nuovi composti da Wolf Kerschek, Adrian Askew e Martin Bentz.
Nella versione originale tedesca fu adoperata come sigla Little Amadeus cantata da Heinz Rudolf Kunze mentre nell'edizione italiana la stessa canzone fu ricantata da una donna.

## Videogioco
Dalla serie animata è stato tratto un videogioco rompicapo dal titolo Lernerfolg Grundschule - Musik - Little Amadeus sviluppato da Kritzelkratz 3000 GmbH e pubblicato da Tivola Publishing GmbH per Nintendo DS nel 2010 esclusivamente in Germania. Il titolo mischia rompicapo e giochi di logica a sfondo musicale dove il giocatore potrà imparare di più sul ritmo, la storia della musica e i relativi strumenti. Il gameplay presenta anche numerosi quiz.